# Monedero

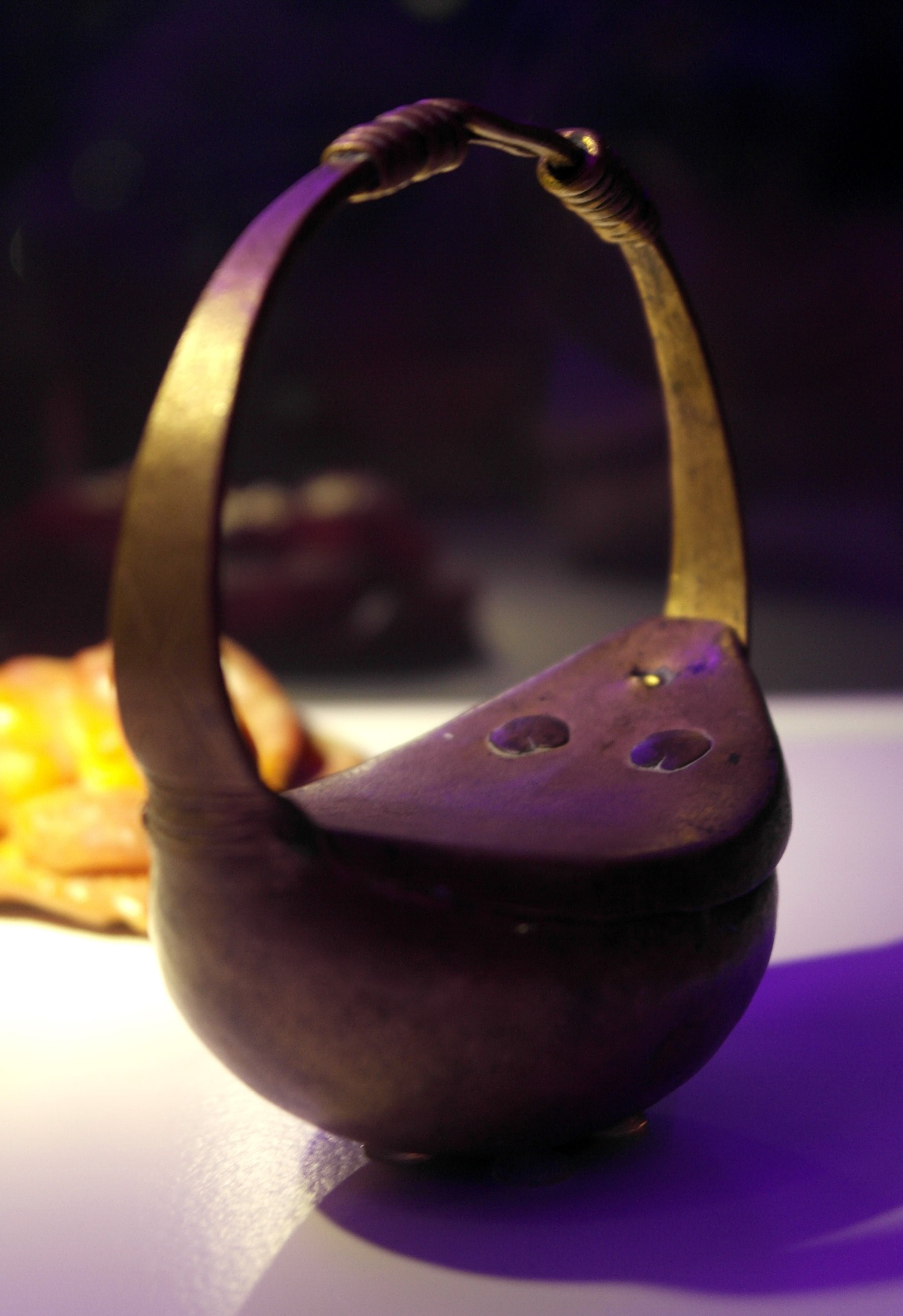
Antiguo monedero romano de bronce descubierto cerca de la villa romana de Plasmolen en Mook, Limburgo, Países Bajos (entre los siglos I a III d. C.).

Un monedero es un accesorio diseñado especialmente para llevar monedas. A diferencia de las billeteras, que en algunos diseños además de llevar billetes están dotadas de un espacio con cierre o velcro destinado a guardar dinero metálico, los monederos no están ideados para llevar billetes.